# 丽贝卡·切普特盖
丽贝卡·切普特盖（英語：Rebecca Cheptegei；1991年2月22日—2024年9月5日），乌干达田径运动员，专攻越野跑、长跑和马拉松项目，乌干达马拉松纪录保持者，前山地跑世界冠军。
自2010年起，丽贝卡代表乌干达参加田径项目的世界锦标赛，包括世界越野錦標賽、世界山地与越野跑锦标赛，以及世界田径锦标赛。2024年巴黎奥运会期间，代表乌干达参加女子马拉松项目，排名第44。2024年9月，因房产问题与前男友争吵，被对方泼汽油纵火，最终因伤势过重身亡，年仅33岁。

## 个人生活
丽贝卡·切普特盖是乌干达人，1991年2月22日生于肯尼亚靠近乌干达边境一侧，有13个兄弟姐妹，她排行老二。后来她移居肯尼亚，在当地的田径训练中心附近买了一间房子。她与前男友迪克森·恩迪马·马兰加奇（Dickson Ndiema Marangach）育有两个孩子。她也是乌干达人民防卫军的军人，军衔为下士，是军队田径俱乐部成员。

## 意外去世
2024年9月1日，丽贝卡在肯尼亚特蘭斯-恩佐亞郡恩德贝斯的家中与前男友就房产问题发生纠纷，继而被对方淋汽油纵火，全身有80%的皮肤被烧伤，送院情况危急。9月5日，丽贝卡因烧伤导致的多重器官衰竭，在埃爾多雷特莫伊教学与转诊医院去世，得年33岁。而纵火的马兰加奇也因全身40%的皮肤严重烧伤，于9月9日在同一所医院死亡。马兰加奇死亡的时候，警方已计划起诉。
丽贝卡去世的第二天，巴黎市长安妮·伊达尔戈宣布用丽贝卡的名字命名市内的一座体育馆，以作纪念。9月8日， 巴黎残奥会女子马拉松比赛结束后，巴黎残奥组委安排全场观众起立鼓掌一分钟，对丽贝卡表示纪念。 乌干达当局承诺向丽贝卡的两个孩子提供各1.3万美元抚养费。
丽贝卡的丧礼于9月13日举行，遗体于翌日安葬。